# Ayguatébia-Talau
Ayguatébia-Talau (in catalano Aiguatèbia i Talau) è un comune francese di 48 abitanti situato nel dipartimento dei Pirenei Orientali nella regione dell'Occitania.

## Storia

### Simboli
Lo stemma di Ayguatébia è dedicato a sant'Armengol vescovo di Urgell. Vi è rappresentata la cattedrale di Santa Maria di Urgell ed il  ponte di El Pont de Bar, dove Armengol morì nel 1035.

## Geografia fisica

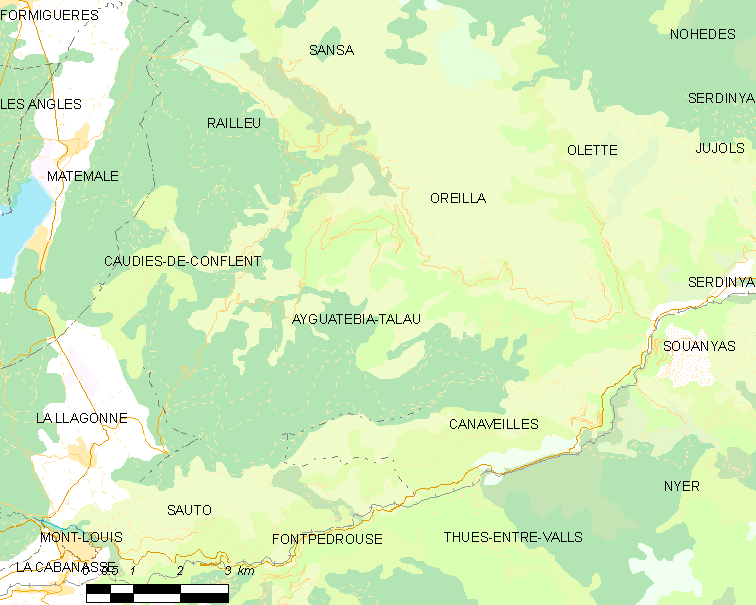
Situazione di Ayguatébia-Talau

## Società

### Evoluzione demografica
Abitanti censiti